# Serbia i Czarnogóra na igrzyskach olimpijskich

Flaga Serbii i Czarnogóry

Serbia i Czarnogóra na Igrzyskach Olimpijskich – reprezentacja, która występowała podczas letnich i zimowych igrzysk olimpijskich w latach 1996–2006.

## Medaliści

### Igrzyska Letnie

#### 1996 -Atlanta
- Liczba sportowców: 68 zawodników

 Złoto
- Aleksandra Ivošev — strzelectwo, karabin trzy pozycje kobiet

 Srebro
- Vlade Divac, Žarko Paspalj, Dejan Tomašević, Miroslav Berić, Dejan Bodiroga, Željko Rebrača, Predrag Danilović, Aleksandar Đorđević, Saša Obradović, Zoran Savić, Nikola Lončar, Milenko Topić — koszykówka, turniej mężczyzn

 Brąz
- Aleksandra Ivošev — strzelectwo, karabin pneumatyczny kobiet
- Đula Mešter, Vladimir Batez, Goran Vujević, Andrija Gerić, Đorđe Đurić, Dejan Brdović, Žarko Petrović, Slobodan Kovač, Vladimir Grbić, Nikola Grbić, Željko Tanasković, Rajko Jokanović — siatkówka, turniej mężczyzn

#### 2000 -Sydney
- Liczba sportowców: 111 zawodników

 Złoto
- Vladimir Batez, Slobodan Boškan, Andrija Gerić, Nikola Grbić, Vladimir Grbić, Slobodan Kovač, Đula Mešter, Vasa Mijić, Ivan Miljković, Veljko Petković, Goran Vujević, Igor Vušurović — siatkówka, turniej mężczyzn

 Srebro
- Jasna Šekarić — strzelectwo, pistolet pneumatyczny kobiet

 Brąz
- Aleksandar Ćirić, Danilo Ikodinović, Viktor Jelenić, Nikola Kuljača, Aleksandar Šapić, Dejan Savić, Aleksandar Šoštar, Petar Trbojević, Veljko Uskoković, Jugoslav Vasović, Vladimir Vujasinović, Nenad Vukanić, Predrag Zimonjić — piłka wodna, turniej mężczyzn

#### 2004 -Ateny
- Liczba sportowców: 87 zawodników

 Srebro
- Jasna Šekarić — strzelectwo, pistolet pneumatyczny kobiet
- Vladimir Vujasinović, Denis Šefik, Petar Trbojević, Vanja Udovičić, Slobodan Nikić, Aleksandar Šapić, Dejan Savić, Viktor Jelenić, Predrag Jokić, Nikola Kuljača, Aleksandar Ćirić, Vladimir Gojković, Danilo Ikodinović — piłka wodna, turniej mężczyzn

### Igrzyska Zimowe

#### 1998 -Nagano
- Liczba sportowców: 2 zawodników

#### 2002 -Salt Lake City
- Liczba sportowców: 6 zawodników

#### 2006 -Turyn
- Liczba sportowców: 7 zawodników